# Drosophila jagri
Drosophila jagri är en tvåvingeart som beskrevs av Prakash och C. Adinarayana Reddy 1979. Drosophila jagri ingår i släktet Drosophila och familjen daggflugor.
Artens utbredningsområde är Indien.